# 浅倉廉
浅倉 廉（あさくら れん、2001年4月28日 - ）は、神奈川県出身のサッカー選手。Jリーグ・藤枝MYFC所属。ポジションはミッドフィルダー。

## 来歴
神奈川県出身で川崎フロンターレの下部組織出身だったが、高校は名門の静岡学園高校に進学。高校3年時には高校サッカー選手権では松村優太らとチームの優勝に貢献した。大学生になると拓殖大学に進学し、1年生の時からレギュラーに定着。2023年7月、J2リーグの藤枝MYFCに加入が内定した。
2023年9月17日、藤枝の特別指定選手に登録すると、第35節のFC町田ゼルビア戦でJリーグデビューを果たした。

## 所属クラブ
- 町田相原FC
- 川崎フロンターレU-10
- 川崎フロンターレU-12（相模原市立広田小学校）
- 2014年 - 2016年 川崎フロンターレU-15（相模原市立相模丘中学校）
- 2017年 - 2019年 静岡学園高等学校
- 2020年 - 2023年 拓殖大学
  - 2023年 藤枝MYFC（特別指定選手）
- 2024年 - 藤枝MYFC

## 個人成績
| 国内大会個人成績 | 国内大会個人成績 | 国内大会個人成績 | 国内大会個人成績 | 国内大会個人成績 | 国内大会個人成績 | 国内大会個人成績 | 国内大会個人成績 | 国内大会個人成績 | 国内大会個人成績 | 国内大会個人成績 | 国内大会個人成績 |
| 年度             | クラブ           | 背番号           | リーグ           | リーグ戦         | リーグ戦         | リーグ杯         | リーグ杯         | オープン杯       | オープン杯       | 期間通算         | 期間通算         |
| 年度             | クラブ           | 背番号           | リーグ           | 出場             | 得点             | 出場             | 得点             | 出場             | 得点             | 出場             | 得点             |
| 日本             | 日本             | 日本             | 日本             | リーグ戦         | リーグ戦         | リーグ杯         | リーグ杯         | 天皇杯           | 天皇杯           | 期間通算         | 期間通算         |
| ---------------- | ---------------- | ---------------- | ---------------- | ---------------- | ---------------- | ---------------- | ---------------- | ---------------- | ---------------- | ---------------- | ---------------- |
| 2023             | 藤枝             | 50               | J2               | 5                | 0                | -                | -                | -                | -                | 5                | 0                |
| 2024             | 藤枝             | 8                | J2               | 23               | 2                | 1                | 0                | 1                | 0                | 25               | 2                |
| 2025             | 藤枝             | 8                | J2               |                  |                  |                  |                  |                  |                  |                  |                  |
| 通算             | 日本             | 日本             | J2               | 28               | 2                | 1                | 0                | 1                | 0                | 30               | 2                |
| 総通算           | 総通算           | 総通算           | 総通算           | 28               | 2                | 1                | 0                | 1                | 0                | 30               | 2                |

出場歴
- Jリーグ初出場 - 2023年9月17日 J2第35節 FC町田ゼルビア戦 (藤枝総合運動公園サッカー場)
- Jリーグ初得点 - 2024年9月22日 J2第32節 清水エスパルス戦 (藤枝総合運動公園サッカー場)

## タイトル

### クラブ
静岡学園高等学校
- 全国高等学校サッカー選手権大会（2019年）

### 個人
- 全国高等学校サッカー選手権大会・優秀選手（2019年）